# Niko Hurme
Niko Hurme (Karkkila, 1974. november 13. –) finn basszusgitáros, a Lordi finn hard rock együttes basszusgitárosaként vált ismertté. Kedvenc együttesei (KISS, Twisted Sister) nagyban befolyásolták, hogy milyen zenét játsszon. Főként a hard rock és a heavy metal stílust képviselte zenéjével. 1992 óta számítják profi, aktív gitárosnak.

## Zenei munkássága

### SO
Hurme az 1990-es években Sampsa Astala dobossal hozta létre az SO nevű hard rock együttest. Egészen 2002-ig zenélt itt, mikor a Lordi basszusgitárosa, Sami Wolking kilépett a csapatból. Mivel Astala 2000-től fogva a Lordi dobosa volt, így őrajta keresztül, Hurme lett az új basszusgitárosa a Lordinak, és egészen 2006 januárjáig volt ebben a csapatban, mígnem végleg átadta helyét utódjának.

### Lordi
Hurme 2002 decemberében debütált a Lordiban. 2004-ben, amikor a Lordi kiadta második albumát (The Monsterican Dream) az utolsó dal „Kalmageddon” arra enged következtetni sok embert, hogy Kalma már 2004-ben biztos volt kiválásában. Hivatalosan 2005-ben lépett ki, ám 2006 januárjáig még ő szerepelt a csapatban, és utána másodgitárosként kísérte a zenekart, a fellépéseken. A 2006-ban kiadott harmadik nagylemezen található dalok létrejöttében valószínűleg ő is közreműködött. Kiválását azzal indokolta, hogy már nem érezte magát a Lordi hasznos tagjaként.

### Hangszerei
- Szólógitár
- Basszusgitár

## Kalma
Hurme „Kalma” művésznéven szerepelt a Lordiban. Eredetileg Nick Goor lett volna a művészneve, azonban ezt még debütálása előtt megváltoztatta. 
Kalma egy motoros-zombit alakított, akinek jelmezét, Ghost Riderről mintázták. Ugyan ha nem is mindig de voltak olyan alkalmak, mikor Hurme jelmeze mellett, egy cilindert is viselt. Ez már szinte védjegyévé vált a Lordiban eltöltött évei alatt. Rengeteg olyan Lordi rajongó van, akinek még most is, hogy már nem játszik a zenekarban, a kedvenc tagja.
Nick Goor, előző művészneve, egy valóságban élő emberről vette volna fel. Nick Goor ugyanis a vietnámi háborúban vesztette életét. Ebből arra lehet következtetni, hogy Hurme egy háborús hős bőrében állt volna színpadra.

## Diszkográfia

### Lordi
- The Monsterican Dream (2004)
- The Monster Show (2005)
- The Arockalypse (2006)
- Devil Is a Loser (kislemez) (2003)
- My Heaven Is Your Hell (kislemez) (2004)
- Blood Red Sandman (kislemez) (2004)

## Filmográfia
- The Kin-Kalma